# Donald Niklasson
Inge Donald Niklasson, född 12 januari 1947 i Göteborg, är en svensk före detta fotbollsspelare, av många ansedd som en av IFK Göteborgs mest betydande spelare genom tiderna.
Niklasson blev svensk mästare med IFK Göteborg 1969 och spelade samtliga 22 matcher under guldsäsongen.